# 潘神
潘神（羅馬化：Pán，或译潘），是希腊神话裏的牧神，眾神傳信者赫耳墨斯之子。潘神有人的躯干和头，山羊的腿、角和耳朵，掌管森林、田地和羊群。喜欢吹潘笛，因為潘笛能催眠。潘生性好色，經常藏匿在樹叢之中等待美女經過，然後上前求愛。他的愛徒是美少年达菲尼斯。
在罗马神话中，潘神对应罗马宗教中的自然之神法乌努斯（Faunus）。他的外表後來被天主教形象化成了中世紀歐洲惡魔的原形。

## 起源
关于潘神的出身众说纷纭。《荷马史诗》称其为赫耳墨斯与某位仙女之子。
现代学者认为，潘神最早源于原始印欧宗教中的牧神“*Péh₂usōn”，与《梨俱吠陀》中的普善（Pushan）神同源。

## 其他
印欧诸语的“恐慌”一词（英語：panic）即源于潘。
土星的一颗卫星─土卫十八以潘命名。
黑猩猩属（Pan）的拉丁学名亦源于此。